# Роберт де Кастелла
Роберт Франсуа де Кастелла (англ. Robert Francois de Castella; нар. 27 лютого 1957) — австралійський легкоатлет, який спеціалізувався в бігу на довгі дистанції та марафонському бігу.

## Спортивні досягнення
Учасник чотирьох олімпійських марафонських забігів — 5-е місце у 1984, 8-е місце у 1988, 10-е місце у 1980 та 26-е місце у 1992.
Чемпіон світу з марафонського бігу (1983).
Дворазовий чемпіон Ігор Співдружності з марафонського бігу (1982, 1986).
Переможець Бостонського марафону (1986), Роттердамського марафону (1983, 1991), Фукуокського марафону (1981).
Упродовж 1977—1987 брав участь у восьми чемпіонатах світу з кросу, з яких найкращим результатом було 6-е місце у 1983.
Чемпіон Австралії з марафонського бігу (1979) та з бігу на 10000 метрів (1986).
Ексволодар вищого світового досягнення з марафонського бігу — 2:08.18 (1981).
Рекордсмен Океанії з годинного бігу — 20516 метрів (1982).

## Визнання
- Кавалер Ордену Британської імперії (1982)
- Член Зали слави Федерації легкої атлетики Австралії (2008)
- Офіцер Ордену Австралії (2014)